# سیارک ۸۲۵۷
سیارک ۸۲۵۷ (به انگلیسی: 8257 Andycheng، نامگذاری:1982HO1) هشت هزار و دویست و پنجاه و هفتمین سیارک کشف شده‌است که در ۲۸ آوریل ۱۹۸۲ کشف شد.
قدر مطلق سیارک برابر ۱۳٫۹۰ است.